# Landslide
Landslide är en låt skriven av Stevie Nicks och framförd av den brittisk-amerikanska gruppen Fleetwood Mac. Den släpptes på deras självbetitlade album Fleetwood Mac 1975.
Låten har tolkats av en rad olika artister, bland annat har The Smashing Pumpkins (1994) och Dixie Chicks (2002) haft listframgångar med sina versioner.